# Dirk Schmalenbach

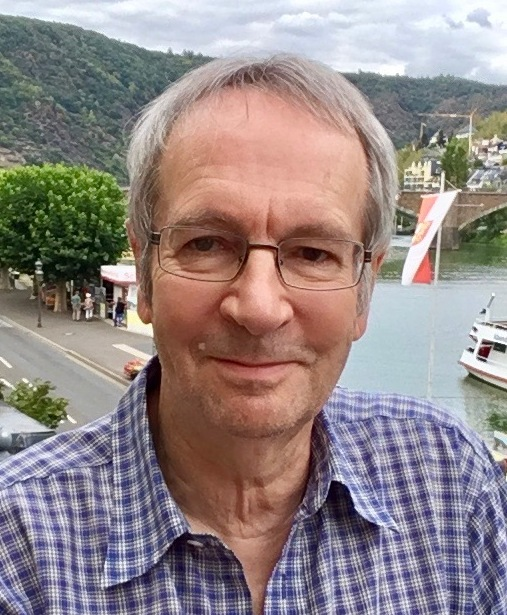
Dirk Schmalenbach

Dirk Schmalenbach (* 8. September 1950 in Lüdenscheid) ist ein deutscher Musiker und Komponist und als Arrangeur, Musikproduzent und Tontechniker seit den 1970er Jahren in der evangelikalen Musikszene aktiv.

## Leben
Dirk Schmalenbach erhielt mit acht Jahren ersten Violinunterricht und nahm ab 1965 Privatunterricht in Musiktheorie, Gehörbildung und auf dem Klavier. Von Mitte der 1960er bis Anfang der 1970er Jahre spielte er in diversen Schulorchestern. Zusammen mit Michael Goedecke (Viola) und Dietmar Spallek (Violoncello) gründete er Ende der sechziger Jahre ein Streichtrio, spielte gleichzeitig aber auch in einer Rockband namens The Starfighters. Nach dem Abitur 1969 studierte er an der Musikhochschule Köln Violine und Klavier. Seiner Band blieb er weiterhin treu. Die Gruppe zog 1972 als Kommune zusammen in einen alten Bauernhof in Eininghausen und nannte sich selbst um in Taras-Bulba-Clan – nach dem Roman von Nikolai W. Gogol. Später wurden die Anfangsbuchstaben TBC wiederum in einen anderen Namen verändert: Durch die Jesus-People Bewegung zu neuer inhaltlicher Ausrichtung inspiriert, wurde die Band nun zu Truth By Christ.
Nachdem Spannungen aufgrund vor allem religiöser Differenzen innerhalb der Kommune zu groß wurden, entschied sich Dirk Schmalenbach zusammen mit dem konservativeren Teil der Gruppe auszuziehen. Zunächst distanziert von der Musik eröffneten sie 1975 als Freie Christliche Jugendgemeinschaft in Lüdenscheid ein Therapiezentrum für Drogenabhängige im ehemaligen Christlichen Hospiz Wiedenhof. Ebenfalls hier wurde 1977, nachdem die ehemaligen Bandmitglieder sich größtenteils wieder ausgesöhnt hatten, dann Eden gegründet. Eine der ersten christlichen Rockbands der deutschen christlichen Musikszene. Es folgten Zusammenarbeiten mit bekannten christlichen Jugendorganisationen wie Jugend mit einer Mission, etablierten christlichen Künstlern wie Siegfried Fietz sowie drei eigene Alben. Nach Auflösung der Eden Band produzierte Dirk Schmalenbach mit befreundeten Musikern wie Johannes Nitsch und Dieter Falk als Yavanna 1984 das Album Bilder aus Mittelerde, das sich mit den Gedanken des englischen Sprachwissenschaftlers und Schriftstellers J. R. R. Tolkien und seinem Buch Das Silmarillion auseinandersetzte.
Seit Ende der 1970er Jahre betrieb Dirk Schmalenbach in Lüdenscheid auch ein eigenes Tonstudio. Hier entstanden zahlreiche Aufnahmen und trafen sich sämtliche Größen der damals noch jungen christlichen Musikszene Deutschland. So produzierte Dirk Schmalenbach 1979 mit Es ist ein guter Weg seine erste LP für Ruthild Eicker und Cornelia Eicker. In den folgenden Jahren arbeiteten zahlreiche weitere Künstler wie Helmut Jost, Damaris Joy, Dieter Falk, Johannes Nitsch, Klaus Heizmann, Hella Heizmann, Hans-Werner Scharnowski, Manfred Siebald oder Lothar Kosse mit Schmalenbach im Eden Tonstudio. Nach Auflösung der Eden Band allerdings sowie fortschreitender Technik wurde das Tonstudio immer weniger rentabel. Aus diesem Grund verkaufte Schmalenbach es nach Abschluss der Arbeiten zu Bilder aus Mittelerde an Jugend mit einer Mission. Nun ungebundener Musiker tourte er von 1985 bis 1987 als Keyboarder mit Siegfried Fietz zu über 200 Konzerten.
Von 1987 bis 1991 arbeitete Schmalenbach als Tontechniker im Tonstudio der Firma Wersi in Halsenbach, unter anderem mit Ivan Rebroff, Inge Brück, Franz Lambert, Dieter Falk und der Original Kapelle Egerland zusammen.
1992 heiratete er seine zweite Frau Gertrud Schöbel. Gemeinsam begann nun eine neue Arbeit. Gertrud Schmalenbach, die zuvor Texte für Musicals von Hella Heizmann und Siegfried Fietz geschrieben hatte, führte ihren Mann nun an die familienorientierte Musik heran. Mit ihrem Kinderchor Eden Kids sowie einer altersübergreifenden Gruppe, ebenfalls zu Eden benannt, präsentierten Gertrud und Dirk Schmalenbach zahlreiche Konzepte vom Musical über Liedsammlungen bis hin zum Hörspiel. Mit Eden gewann das Ehepaar außerdem zahlreiche Wettbewerbe und wurde durch Auftritte und Produktionen auch auf internationaler Ebene bekannt. So musste der Song „Für alle Kinder“ 2002 für das International Children’s Parliament of the World in Finnland ins Englische übersetzt werden (For Every Child). Es dient seither als Hymne der Organisation.

## Erfolge (Auswahl)
- 1999 Auftritt „Immer wieder Sonntags“ mit Max Schautzer – ARD
- 1999 1. Platz Lindenstraßen-Songwettbewerb – Geißendörfer-Filmproduktion
- 2000 Nominee „A SONG FOR PEACE IN THE WORLD“, SMT Production, Rom
- 2002 For Every Child, Hymne des International Children’s Parliament of the World, Finland
- 2002 Auftritt „ZDF Sonntagskonzert“ – ZDF
- 2002 3. Platz „Internationale Poptrophäe“ – VDM
- 2005 30 Jahre Europapark Rust – Musikalische Gestaltung
- 2005 60 Jahre CDU Hessen – Musikalische Gestaltung
- 2009 Heino live Deutschland-Tournee „Die Himmel rühmen“ – Arrangements

## Diskografie
Nachfolgende Auflistung gibt Auskunft über die Publikatioschronologie von Dirk Schmalenbach sowie mit ihm affiliierter Künstler. Mitarbeiten als Arrangeur, Produzent oder Musiker bei Produktionen alleinstehender Künstler sind nicht erwähnt.

### Solo
Solo-Instrumentalalben auf der Violine.
| Jahr | Titel              | Künstler          | Label        | Anmerkungen |
| ---- | ------------------ | ----------------- | ------------ | ----------- |
| 2001 | Fantastic Melodies | Dirk Schmalenbach | Gerth Medien | feat. Eden  |
| 2004 | Melodienzauber     | Dirk Schmalenbach | Gerth Medien |             |

### Collaborations
| Jahr | Titel      | Kollaborateure                     | Label  |
| ---- | ---------- | ---------------------------------- | ------ |
| 1984 | Inner Fire | Dirk Schmalenbach; Siegfried Fietz | Abakus |

### EdenundYavanna
| Jahr | Titel                 | Künstler | Label        |
| ---- | --------------------- | -------- | ------------ |
| 1978 | Erwartung             | Eden     | Gerth Medien |
| 1979 | Perelandra            | Eden     | Gerth Medien |
| 1980 | Heimkehr              | Eden     | Gerth Medien |
| 1984 | Bilder aus Mittelerde | Yavanna  | Gerth Medien |

### Jugend mit einer Mission
| Jahr | Titel                               | Künstler                 | Label |
| ---- | ----------------------------------- | ------------------------ | ----- |
| ???? | Denn wer ist Gott...außer dem Herrn | Jugend mit einer Mission |       |

### Eden Kids
| Jahr | Titel                                   | Künstler   | Label        | Anmerkungen                                                                                            |
| ---- | --------------------------------------- | ---------- | ------------ | --- |
| 1994 | Als würden die Sterne singen            | Eden Kids* | Gerth Medien | * Bezeichnung bei Initialveröffentlichunter: „S&G-Studiokinderchor“ unter der Leitung von Bettina Alms |
| 1996 | Kindergarten-Hits für Kindergarten-Kids | Eden Kids  | Gerth Medien | |
| 1996 | Kids                                    | Eden Kids  | Gerth Medien | |
| 1996 | Leise singt der Abendwind               | Eden Kids  | Gerth Medien | |
| 1998 | Wenn der Mond am Himmel steht           | Eden Kids  | Gerth Medien | |
| 2004 | SMS: Super-Mitmach-Songs                | Eden Kids  | Gerth Medien | |
| 2005 | Extra stark                             | Eden Kids  | Gerth Medien | |
| 2008 | Schnulleralarm                          | Eden Kids  | SCM Hänssler | |
| 2008 | Eisbär & Co.                            | Eden Kids  | SCM Hänssler | |

### Eden
| Jahr | Titel                | Künstler | Label        |
| ---- | -------------------- | -------- | ------------ |
| 1999 | Friede auf Erden     | Eden     | Gerth Medien |
| 2000 | Ins Licht            | Eden     | Gerth Medien |
| 2000 | Herbsttöne           | Eden     | Gerth Medien |
| 2002 | Geh aus, mein Herz   | Eden     | Gerth Medien |
| 2003 | Der Himmel auf Erden | Eden     | Gerth Medien |

### Konzepte
| Jahr | Titel                                                  | Interpreten | Label        | Anmerkungen |
| ---- | ------------------------------------------------------ | ----------- | ------------ | --- |
| 1994 | Fridolin und die Tierschule Ein musikalisches Hörspiel | Eden Kids   | Gerth Medien | Edwin Donnabauer (Musik, Lied- und Sprechertexte); Bettina von Bracken (Musik); Roland von Siebenthal (Sprechertexte); Gertrud Schmalenbach (Deutscher Text, Rap-Text) |
| 1994 | Lokaltermin Musical                                    | Point Blank | Gerth Medien | Dirk Schmalenbach (Musik); Stefan Weyel (Musik); Helmut Jost (Musik); Siegfried Fietz (Musik); Gertrud Schmalenbach (Text)                                             |
| 1997 | Da staunt der Römer Musical                            | Eden Kids   | Gerth Medien | Dirk Schmalenbach (Musik); Gertrud Schmalenbach (Text) |
| 2001 | Die Nacht der Geschenke Weihnachtsmusical              | Eden        | Gerth Medien | Dirk Schmalenbach (Musik); Gertrud Schmalenbach (Text) |
| 2006 | Nikolaus, Bischof von Myra Musical für Jugendliche     | Eden        | Gerth Medien | Dirk Schmalenbach (Musik); Gertrud Schmalenbach (Text) |
| 2007 | Jesus und die Kinder Hörspielmusical                   | Eden        | Gerth Medien | Dirk Schmalenbach (Musik); Gertrud Schmalenbach (Text) |

#### Kinder-Mini-Musical
| Jahr | Titel                | Künstler  | Label        |
| ---- | -------------------- | --------- | ------------ |
| 1998 | Ich bin bei euch     | Eden Kids | Gerth Medien |
| 1999 | Jericho              | Eden Kids | Gerth Medien |
| 2001 | Johannes der Täufer  | Eden      | Gerth Medien |
| 2003 | Emmaus               | Eden      | Gerth Medien |
| 2004 | Bartimäus            | Eden      | Gerth Medien |
| 2006 | Wir feiern Erntedank | Eden      | Gerth Medien |

#### Krabbel-Babbel-Lieder
| Jahr | Titel                   | Künstler   | Label                | Anmerkungen |
| ---- | ----------------------- | ---------- | -------------------- | --- |
| 1994 | Zip Zap, Windel ab      | Eden Kids  | Gerth Medien 939.693 | |
| 1995 | Ding Dong               | Eden Kids  | Gerth Medien 939.701 | |
| 1996 | Wau Wau                 | Eden Kids  | Gerth Medien 939.708 | Nachauflage 2007 unter Titel Zip, zap – Windel ab 2                                                                        |
| 1997 | Kling, Glöckchen, kling | Eden Kids  | Gerth Medien 939.723 | Nachauflage 2009 unter Titel Tip, tap – Weihnachten geht's ab                                                              |
| 1998 | Tatü Tata               | Eden Kids  | Gerth Medien 939.729 | Nachauflage 2009 unter Titel Tip, tap – jetzt geht's ab 2                                                                  |
| 1999 | Dideldum                | Eden Kids  | Gerth Medien 939.735 | |
| 2000 | Plitsch Platsch         | Eden Kids* | Gerth Medien 939.741 | Nachauflage 2008 unter Titel Tip, tap – jetzt geht's ab; * Bezeichnung bei Initialveröffentlichung: „Plitsch-Platsch-Chor“ |
| 2001 | Bim Bam                 | Eden Kids  | Gerth Medien 939.750 | * Bezeichnung bei Initialveröffentlichung: „Bim-Bam-Chor“                                                                  |

#### Krabbel-Babbel-Abenteuer
| Jahr | Titel             | Folge | Mitwirkende | Label        |
| ---- | ----------------- | ----- | --- | ------------ |
| 2002 | Guten Morgen      | 1     | Eden Kids (Babbelbären-Chor); Andreas Auel (Büdel); Judith Auel (Buudi); Mia Schmalenbach (Bibi); Uwe Hammer (Bautz) | Gerth Medien |
| 2002 | Das schmeckt fein | 2     | Eden Kids (Babbelbären-Chor); Andreas Auel (Büdel); Judith Auel (Buudi); Mia Schmalenbach (Bibi); Uwe Hammer (Bautz) | Gerth Medien |
| 2002 | Oben und unten    | 3     | Eden Kids (Babbelbären-Chor); Andreas Auel (Büdel); Judith Auel (Buudi); Mia Schmalenbach (Bibi); Uwe Hammer (Bautz) | Gerth Medien |
| 2002 | Hör mal           | 4     | Eden Kids (Babbelbären-Chor); Andreas Auel (Büdel); Judith Auel (Buudi); Mia Schmalenbach (Bibi); Uwe Hammer (Bautz) | Gerth Medien |

### Compilations
| Jahr | Titel                           | Künstler        | Label        |
| ---- | ------------------------------- | --------------- | ------------ |
| 2000 | Die schönsten Kindergarten-Hits | Eden Kids       | Gerth Medien |
| 2003 | Gute Nacht, mein Schatz         | Eden Kids       | Gerth Medien |
| 2004 | Weihnachtswunderland            | Eden Kids; Eden | Gerth Medien |
| 2006 | Zur Feier des Tages             | Eden Kids; Eden | Gerth Medien |
| 2007 | Das Beste aus 10 Jahren         | Eden Kids; Eden | Gerth Medien |